# Mszanka (województwo lubelskie)
Mszanka – wieś w Polsce położona w województwie lubelskim, w powiecie włodawskim, w gminie Wola Uhruska. Przez wieś przebiega droga wojewódzka nr 819.
W latach 1975–1998 miejscowość administracyjnie należała do województwa chełmskiego.
Wieś jest sołectwem w gminie Wola Uhruska. Według Narodowego Spisu Powszechnego z roku 2011 wieś liczyła 74 mieszkańców.
Wierni Kościoła rzymskokatolickiego należą do parafii Ducha Świętego w Woli Uhruskiej. Znajduje się tu kościół filialny pw. św. Maksymiliana Kolbe.